# Empalme al Puerto de Comodoro Rivadavia
Empalme al Puerto Comodoro Rivadavia era el punto que posibilitaba que la vía del Ferrocarril de Comodoro Rivadavia se redireccionara por un corto desvío hacia el Puerto Antonio Morán. Se hallaba en el Departamento Escalante dentro del ejido urbano de la ciudad de Comodoro Rivadavia en la provincia de Chubut (Argentina).
La derivación vial hacia puerto fue el veredero eje del ferrocarril, por ser el destino de todas las cargas exportables y lugar de recepción de gran parte de los insumos por vía portuaria.
Tuvo la particularidad en todo el ferrocarril de que a lo largo de su existencia fue instalados en tres puntos diferentes del barrio Centro y se constituyó como el último punto relacionado con las cargas desde el ocaso del ferrocarril desde 1971 hasta su cierre cuando prácticamente solo perduraba en forma activa el servicio suburbano de transporte de pasajeros.

## Toponimia
El nombre de este punto devino de bifurcación vial que se podía hacer aquí hacia la zona portuaria del Centro de Comodoro Rivadavia.

## Historia
El empalme tuvo tres ubicaciones a lo largo de los años: En primer momento se lo colocó junto al muelle Maciel construido desde 1908 y ubicado en torno a la playa Costanera, en inmediaciones de Prefectura Naval. El muelle era precario y sencillo como el empalme en medidas y tecnología. Esto no le impidió operar cargas y transporte de pasajeros con lanchas y grúas ferroviarias.
Una vez iniciadas las obras del puerto Antonio Morán actual en 1923 y hallarse avanzadas en 1929 la centralización de las tareas portuarias fue traslada allí. Sin embargo, el muelle Maciel operó algún tiempo más hasta su desarme en 1933. El nuevo puerto obligó a direccionar el empalme y la derivación vial en torno a la estación Comodoro Rivadavia.De este modo, el empalme fue movido en dirección recta a la estación central quedando el empalme en inmediaciones de la ruta y calles Güemes/Máximo Abasolo. A partir del empalme se posibilitó un desvío recto hacia el puerto mientras que si era esquivado la vía se dirigía rumbo norte a la zona de la Costanera y los kilómetros. Fue necesario crear un pequeño ramal de menos de un kilómetro  desde el empalme en dirección al nuevo puerto. Esta derivación vial fue registrada por pocos relevamientos o documentos por su escaso tamaño y que además dependía de la Administración nacional de puertos y no del ferrocarril. La red ferroviaria por el puerto llamada líneas de la Administración General de Puertos.De este modo, el empalme y el embarcadero del puerto tuvieron sus propios talleres, administradores y maquinaria diferentes al ferrocarril principal. Además, esto produjo que los detalles de la línea al puerto se registraran en documento de itinerarios e informes de horarios del ferrocarril por estar focalizado en cargas y por pertenecer a la Administración General de Puertos. Sin embargo, desde 1918 los documentos registran gran cantidad de cargas y movimientos relacionados con el puerto.
El avance de la obra produjo que la actividad ferroviaria y portuaria se mudaran a este punto. Como resultado, las tareas de carga y descarga marinas quedaron centradas y apoyadas por el embarcadero ferroviario desde entonces hasta 1978. La intensa actividad del embocadero se vio reflejada en el informe de 1958 que lo describe como "estación de cargas y conectada mediante el empalme con líneas de la Administración General de Puertos. Llamativamente, no se comunicó más detalles de infraestructura del embarcadero o del desvío/ramal al puerto. Además, no fueron aludidos en la nómina de elementos de infraestructura del ferrocarril o la cercana estación Comodoro Rivadavia quizás por su dependencia de Administración Nacional de Puertos.
En 1940 la película Petróleo se volvió el único registro fílmico de cine nacional que inmortalizó a este ferrocarril retratando los trabajos de transporte en el puerto de Comodoro Rivadavia.
La mediocre planificación urbana de la ciudad de Comodoro y de la infraestructura ferroviaria planificado para crear el sistema ferroviario en la Patagonia no tardó en generar problemas: Desde los años cuarenta el pueblo empezó a crecer y se hizo evidente que la estación y su infraestructura interrumpían el crecimiento de la parte central de Comodoro. De este modo, empezaría la larga batalla entre la municipalidad de Comodoro y la gerencia del ferrocarril por lograr que el tren deje paso a la circulación por el barrio centro. Esto se debió a una población que se concentró en torno a la estación, emplazada en tierras del barrio Centro. Muy pronto el reducido espacio de este sector, ubicado entre el cerro y el mar, no tardó en vivir congestionamiento en el tránsito. Es entonces cuando los habitantes empezaron a reclamar las aperturas de las calles desde Máximo Abásolo y 25 de Mayo cortadas por el terraplén del ferrocarril. Además, el municipio alegó que el real aprovechamiento en el barrio Centro se daba en solo 300 metros de ancho por 800 de largo. Es así que se inició un reclamo para la desactivación de las 5 hectáreas afectadas a la actividad ferroviaria en el centro de Comodoro. Finalmente, la municipalidad ganó la puja: el ferrocarril debió permitir el tráfico por esas calles y años después ceder sus tierras y bienes en el Centro. El debate se terminó intensificando desde los años sesenta y los intentos de los habitantes del Centro para desafectar a la estación matriz, consiguieron que en 1969 las tierras del ferrocarril sean transferidas al municipio de Comodoro. Sin embargo, el traspaso de nación al municipio se demora hasta principios de los setenta, por lo que las vías que atravesaban gran parte del barrio Centro fueron anuladas recién en esos años. Como resultado, la mayor parte de la tierra del ferrocarril pasó al municipio que inició la urbanización. Esto obligó al ferrocarril a ejecutar cambios: el empalme fue transferido desde 1971 muy cerca de su primera ubicación original en inmediaciones del cruce de calle San Martin; y en proximidades de este punto se compensó la pérdida de la estación con la creación de una precaria parada nueva, aun en el barrio Centro, pero solo en su entrada. La misma se mantuvo hasta la clausura de todo el ferrocarril.
Las formaciones que arribaban al Centro tenían como destino el puerto Antonio Morán o la precaria parada construida en inmediaciones al empalme de la vía cerca del puerto. Para cuando Marcelo Arcas visitó en febrero de 1977 dejó relato de un ferrocarril agonizante que con sus últimos esfuerzos realizaba el servicio suburbano en los últimos 35 kilómetros habilitados. Puntualmente, él describió una parada precaria construida en inmediaciones del empalme al puerto solo para pasajeros en reemplazo de la estación central que ya no mostraba vías en casi todo el barrio Centro y un ferrocarril que despachaba formaciones a vapor al puerto cargueras de uno o dos vagones al puerto por semana.
La nueva configuración redireccionó el pequeño ramal al puerto a través del parque soberanía por donde pasó el desvío hacia el puerto. Esto se mantuvo hasta la clausura de todo el ferrocarril y fue uno de los últimos vestigios ferroviarios en el Centro comodorense. Una vez cerrado definitivamente el ferrocarril en 1978 al tiempo la municipalidad procedió a tapar y levantar lo que quedaba de las vías en inmediaciones de este punto y el Centro quedó desde entonces con pocos vestigios ferroviarios. El procedimiento elegido por los municipales fue doloroso de ver para los ferroviarios:

"Es un crimen lo que hicieron con los durmientes, en vez de levantarlos taparon todo.... fue muy triste verlo.."
Víctor Carrizo

Luego de borrar lo último que quedaba la municipalidad dejó un pequeño tramo del desvío al puerto que pasaba por el parque soberanía y colocó un solar compuesto de un coche histórico para 60 personas de marca Bluseister; de origen inglés y data de 1890 y una locomotora Societe Cockenll Seanng de origen belga de 1910 que ejecutaba maniobras de cargas en el puerto. El monumento funcionó en la costanera hasta el año 2001 cuando fue movido hacia el nuevo solar de la restaurada exestación Comodoro Rivadavia.Esto determinó el fin del último tramo de vía que prevalecía del desvío al puerto.
En 2024 aún existen vestigios ferroviarios en la zona. En septiembre el club náutico Comandante Espora reveló que la calle posterior a su institución es la ex vía del ferrocarril que está tapada por tierra y que ante los movimientos del cerro y otras obras genera lagunas que afectan al club.

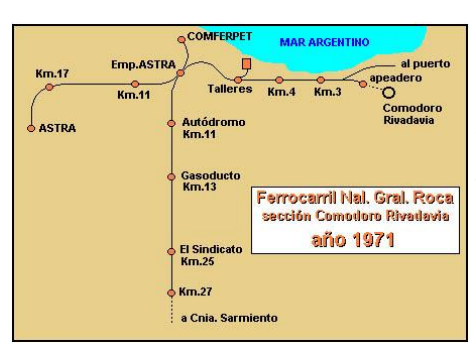
Última ubicación del empalme en 1971 posibilitando el desvío hacia el puerto.

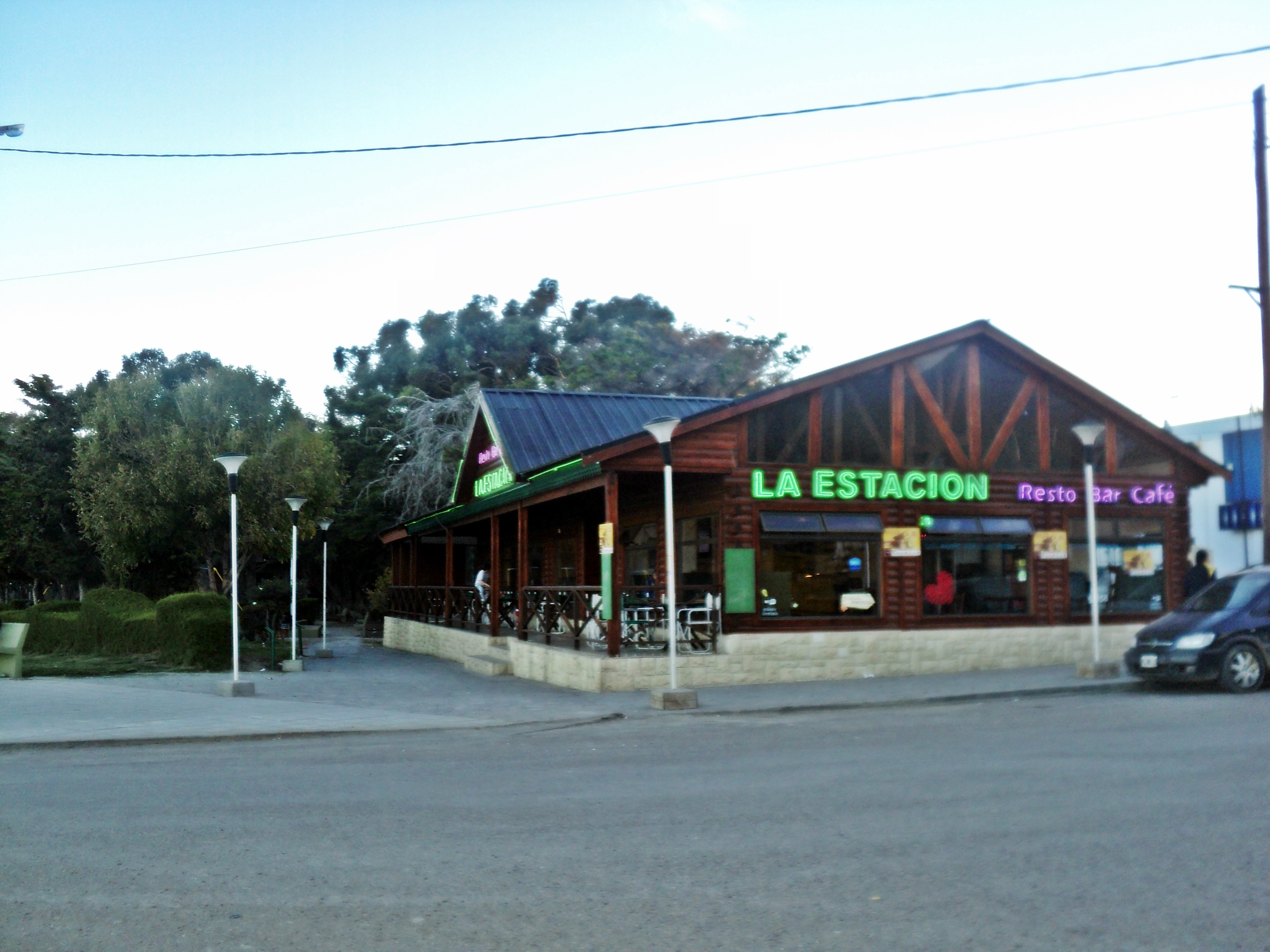
Confitería la estación que conmemoró al apeadero que allí se ubicó en reemplazo de la estación Comodoro. Por delante de este edificio pasaban las vías del desvío hacia el puerto.
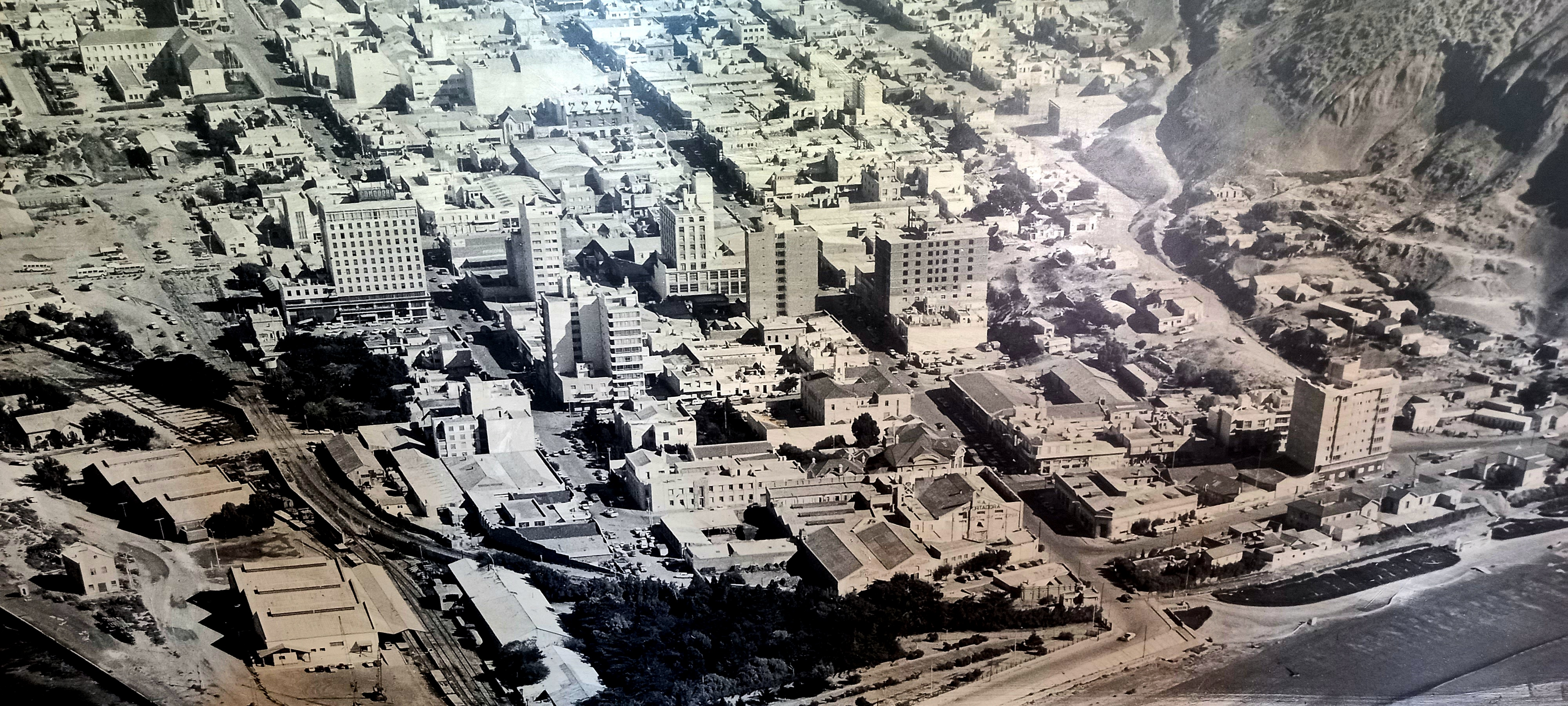
Última imagen de la estación Comodoro en actividad con gran parte de su infraestructura. Se observa el pequeño desvío hacia el puerto antes de la gran curva que iba hacia el norte. Luego ese tramo sería reemplazado por uno nuevo que pasaba delante del parque Soberanía.
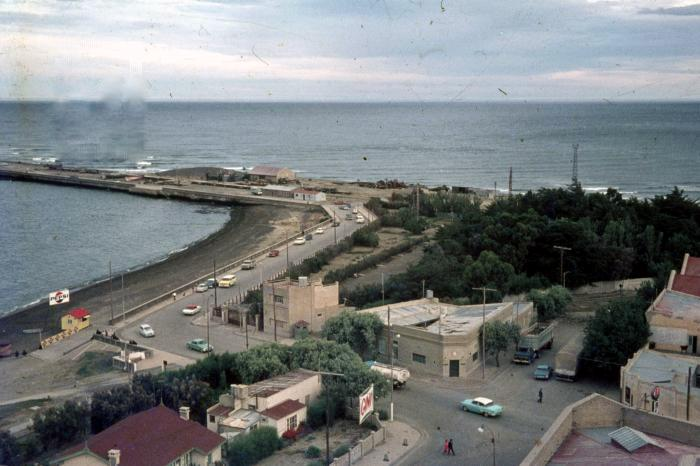
Vista del área de la parada céntrica al costado de un edificio de un piso antes de que las vías, junto al parque Soberanía, tomaban curva rombo estación Comodoro Rivadavia. El área fue reformada y la gran curva y el empalme fueron anulados desde 1971 cuando en el espacio vacío del parque se colocaron las vías al puerto y más al norte se trasladó el empalme al puerto.
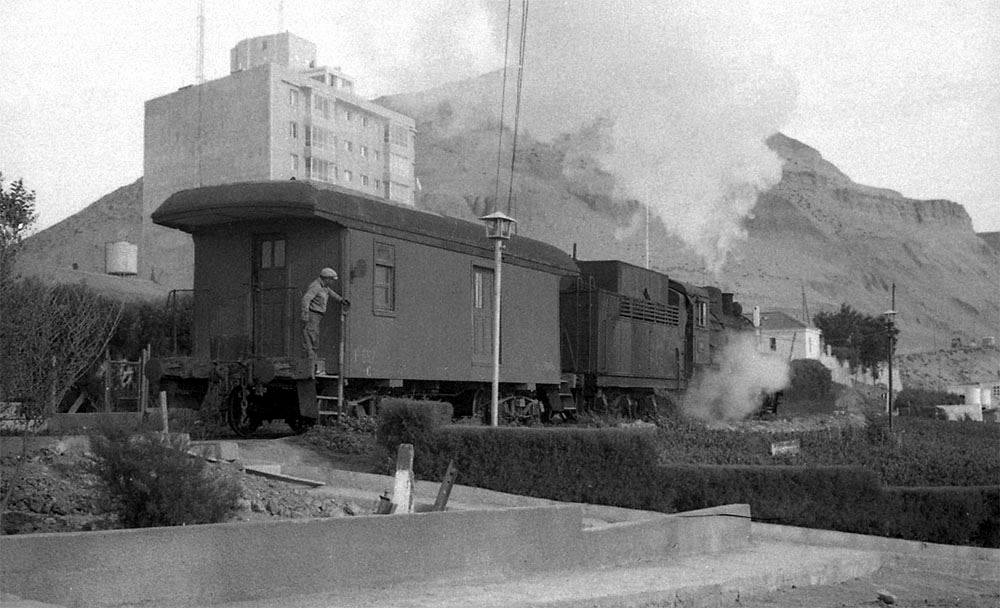
Formación a vapor atravesando el centro de Comodoro, frente al andén apeadero Comodoro Rivadavia, rumbo al empalme para retomar la vía principal rumbo al norte.